# 杜氏科利特蟾魚
杜氏澳洲蟾魚（学名：Colletteichthys dussumieri），為輻鰭魚綱蟾魚目蟾魚科的其中一種，分布於西印度洋區，從波斯灣至印度海域，體長可達27公分，為底棲性魚類，喜泥底質海域，可作為食用魚。